# Penrose-trap

Onmogelijke trap van Penrose

De penrose-trap is een optische illusie en een onmogelijk voorwerp bedacht door de Britse wis- en natuurkundige Roger Penrose en zijn vader Lionel Penrose in 1958. Dezelfde trap was al eerder bedacht door de Zweedse kunstenaar Oscar Reutersvärd, maar was buiten Zweden niet bekend.
Op de trap lijkt het mogelijk een rondje omhoog (of omlaag) te kunnen lopen om weer op dezelfde traptrede terecht te komen. In drie dimensies is het dus een onmogelijke figuur die is ontstaan door in de (twee-dimensionale) tekening te spelen met het perspectief.
De trap van Penrose is het bekendst geworden in de litho Klimmen en Dalen (1960) van de graficus M.C. Escher. De trap is daar onderdeel van een kloostercomplex, waar de monniken in twee richtingen op de trap lopen. Ook in Waterval (1961) gebruikt Escher dit idee.

## Oorsprong van de optische misvatting
De linker- en rechtergedeelten van de penrose-trap zijn afzonderlijk waarneembaar. Wanneer ze gecombineerd worden tot de complete penrose-trap, ontstaat een onmogelijke figuur.

Linkerdeel van de penrose-trap
Penrose-trap
Rechterdeel van de penrose-trap